# Władysław Kopaliński
Władysław Kopaliński, pe numele adevărat Władysław Jan Stefczyk, înainte de cel de-al Doilea Război Mondial Jan Sterling (n. 14 noiembrie 1907, Varșovia - d. 5 octombrie 2007, Varșovia) a fost un lexicograf polonez, traducător, editor.

## Biografie
S-a născut într-o familie asimilată de evrei, ca fiu al tipografului Stanisław Sterling și al Reginei din familia Willer; a fost cel mai mic copil într-o familie de șase copii. A învățat la școala generală cu profil real-filosofic Michał Kreczmar din Varșovia. A studiat engleza la Universitatea din Varșovia, dar nu și-a finalizat studiile. Când avea 30 ani și-a ajutat tatăl să administreze tipografia (fiind coproprietarul ei).
În 1936 s-a însurat cu Adela Bartoszewicz (d. 22 februarie 2007).
În timpul celui de-al doilea război mondial s-a mutat la Varșovia, unde a decis să nu meargă în ghetto, înrolându-se ca soldat în organizația PLAN. În timpul războiului și-a pierdut aproape toată familia. Chiar înainte de insurecția varșoviană a plecat la Lublin.
De la sfârșitul lui 1944 până în aprilie 1959 lucrează ca asistent al directorului de program pe probleme artistice la Radioul Polonez din Lublin, transferându-se în martie 1945 la Varșovia. În anii 40 și 50 ai secolului XX autorul audițiilor de la radio „Răspunsuri din diverse sertare”.
Între anii 1949-1954 a fost redactor-șef, iar mai târziu președintele Casei de Editură „Cititorul”, între anii 1954-1974 a fost publicist la Viața Varșoviei (unde și-a publicat folietonul în fiecare săptămână) și a fost, printre altele, autorul cuvântului polonez al „adolescenților”, folosit pentru prima dată în folietonul „Audiență autentică” din 2 mai 1959.
Între anii 1956-1970 a fost membru al comitetului de redacție „Scrieri” al lui Tadeusz Boya-Żelenski. Corespondent PAP la Washington (1958-1960). În martie 2007 s-a însurat cu Anna Myslowska, traducătoare de literatură (inclusiv cărțile lui Rachel Bilington și J.M Coetzee).
A tradus literatură anglosaxonă (de ex. Sinclair Lewis), a fost autorul operelor de literatură clasică și contemporană. Universal e cunoscut ca autor al operelor fundamentale de lexicografie și enciclopedice.

## Distincții și premii
- Crucea ofițerilor a Ordinului de Renaștere Poloneză (1945)
- Crucea Comandamentului Ordinului de Renaștere Poloneză (1954)
- Laureat al Premiului cultural „Solidaritate”
- premiile „Premierei Literare Varșoviene” - Cartea Anului (1985)
- Premiile NIKE Warszawska (1986) - pentru „Dicționarul miturilor și tradiției culturii”
- Premiul Fundației de Literatură
- premiile Curatoriului internațional al Cărții pentru copii IBBBY
- premiul italian European „Prize Pier Paolo Vergerio” (1988) pentru Romanul despre lucrurile de zi cu zi
- Premiul Editorial Polonez PEN Club (1991) pentru întreaga operă
- premiul Ikara (1996)

Membru PPR (1946-1948), PZPR(1948-1981).
A făcut parte din Asociația Literaților Polonezi (1949-1983) și Asociația Scriitorilor Polonezi (1989-2007).
A locuit în Varșovia, pe strada Koszykowa nr. 1. A murit după o lungă luptă cu cancerul. A fost îngropat la 15 octombrie 2007 în Cimitirul Militar Powazki din Varșovia.

## Opera
- Baska. Piesă în 3 acte(comedie în 3 acte, 8 scene; ca Jan Stefczyk; prima ediție: Opera nr 1/1954; ediție de cărți: Cititorul 1954)
- Harababură pe Marte. Pălăvrăgeli de duminică (folietoane tipărite între anii 1954-1956 în Viața Varșoviei: Cititorul 1957)
- Duminica varșoviană. Selecție de folietoane din anii 1957-1964 (Cititorul 1965 )
- Dicționar de cuvinte străine și expresii din alte limbi străine (Szymon Kobyliński; 1967; până în 2007, 30 ediții)
- În Varșovia și în Varșoviana. Selecție de folietoane din anii 1965-1967 (folietoane tipărite în Viața Varșoviei: 1968)
- Nu numi anul (folietoane tipărite între anii 1967-1970 în Viața Varșoviei; Editura Literară 1972)
- Westernul în autobuz (folieton: Institutul Național Editorial 1974 )
- Cartea citatelor din literatura polonă din secolul XIV până în secolul XX (împreună cu Paweł Hertz)
- Pisica în sac, sau Din istoria ideilor și a lucrurilor (Agenția națională de tipografie 1975, 1977)
- Două pisici în sac, sau Din istoria numelor și a lucrurilor (ilustrată de Henryk Tomaszewski; tipărită în 1978, 1989)
- Trei pisici în sac sau Diversitatea lumii (editată în 1982)
- Dicționar de mituri și tradiții culturale (tipărit: 1985, 1987, 1988, 1991, retipărit: 1993; 1996, 1997, 1998, 2001, 2003, 2006)
- Povești despre lucrurile de zi cu zi (tipărite: 1987, 1988, 1990, 1994, 1998, 2004, 2006)
- Dicționar de simboluri (tipărit 1990, 1991 (editat): 1995, 1997, 1999, 2001, 2006)
- Dicționar de aduceri aminte (tipărit 1992, 1993, 1996, 1999, 2006)
- Pisici în sac, sau din istoria ideilor și a lucrurilor (tipărite: 1975–1982, 1993, 1997, 2004)
- Enciclopedia celui „de-al doilea sex” (tipărit 1995, 2001, ca Enciclopedie „celui de-al doilea sex”. Totul despre femei 2006)
- Dicționarul eponimelor sau expresiilor flexionare (tipărit 1996, 2004, reeditat 2006)
- Dicționar concis de expresii străine (tipărit 1996, 1999, 2002, 2006)
- Dicționarul întâmplărilor, conceptelor și legendelor secolului XX: tipărit 1999, 2000, reeditat 2002
- Lexiconul excepțiilor în dragoste (tipărit 2002, 2003, 2004)
- Prietenul meu Idzi (selecție de folietoane din Viața Varșoviei și a Politicii 2003)
- 125 de povești de spus copiilor (tipărit în 2004)
- Aventura cuvintelor și proverbelor. Lexicon (tipărit: 2007)
- De la cuvânt la cuvânt. Lexicon (tipărit 2007)

### Traduceri (selecție)
- J.B.S Haldane, Prietenul meu domnul Liki,(Editura Cartea, Łódź 1947)
- M. Fischer, Călătorie în lumea nouă, (Editura Cartea, Varșovia 1948)
- Sinclair Lewis, Sânge regal, (vol. I-IV, Editura „Presa de război” 1949-1950)
- Czao Szu-li, Cântece Li-Ju-Tsaja, (Cititorul 1950)
- Erwin Bartz, In yoke Wehrmacht, (Cititorul 1951)
- Czao Szu-li, Povești din pinii de aur, (Cititorul 1951)

### Opere editoriale
- Antoni Słonimski, Cronici săptămânale 1927-1939 (Institutul Național de Presă)
- Edgar Allan Poe, Povești scurte (selecție și cuvânt înainte; Cititorul 1956, 1986, ISBN 83-07-00836-0 [brosz., t. 1-2], ISBN 83-07-00835-2 [opr., t. 1-2]; 1989, ISBN 83-07-00836-0)
- Herbert George Wells, Povești fantastice (Cititorul 1956)
- E.T.A Hoffmann, Opere alese (vol. I-V, Cititorul 1957-1962)
- Tadeusz Żeleński, Cunoașteți această țară? (Editura Literară 1962)
- Mark Twain, Treizeci și trei de povești (Cititorul 1973)
- Richard Hughes, Uricanul în Jamaica (autorul introducerii; Carte și Știință  1979( 2 ediții)

## Legături externe
- "Słownik wyrazów obcych i zwrotów obcojęzycznych" Władysława Kopalińskiego on-line
- Mariusz Kubik, "Portrety pisarzy: Władysław Kopaliński czyli o leksykografii z «ludzką twarzą»", "Gazeta Uniwersytecka UŚ", nr 5/81, luty 2001 r
- Joanna Szczęsna, "Kopaliński: Życie przepołowione", "Gazeta Wyborcza"